# 贝达加特
贝达加特（Bhedaghat），是印度中央邦Jabalpur县的一个城镇。总人口1840（2001年）。

## 人口
该地2001年总人口1840人，其中男性984人，女性856人；0—6岁人口290人，其中男173人，女117人；识字率62.61%，其中男性为70.83%，女性为53.15%。